# 秋空に
秋空に（あきぞらに）は、上岡洋一が1976年に作曲した行進曲。1977年の下谷賞（コンサートマーチ部門）受賞曲。

## 概要
作曲者は故郷である高知市の秋空の情景を思い描いて作曲したと述べている。
2/4拍子、♩=120の三部形式による一般的なスタイルの行進曲であるが、薄いオーケストレーションやシンコペーションの強調など、実用的な行進用としてではなく演奏会用行進曲として書かれている。
1977年の日本吹奏楽指導者協会第11回総会において、箕輪響の指揮、山形北高校音楽科吹奏楽部の演奏により公式に初演された。翌1978年にイーストマン・ウインド・アンサンブルがその来日公演で取り上げ、このときの演奏が話題となって人気に火がついた。1997年の第8回世界吹奏楽大会(シュラトミング,オーストリア)で秋山紀夫の指揮で演奏された。
楽譜は日本吹奏楽指導者協会から出版されたが、現在は絶版。1999年にオランダのモレナール（Molenaar Edition BV）から「In Autumn Skies」のタイトルで新たに出版され、このとき出版社によりファンファーレ・バンド版も作られた。その後、2015年6月26日にティーダ出版から「秋空に～In Autumn Skies～（原典版）」として作曲者自身が推敲した原典版が出版された。
演奏時間は楽譜のテンポに正確に従うと2分36秒。前述のイーストマン・ウインド・アンサンブルのライブ録音では2分16秒。原典版では3分40秒。

## 編成
| 木管 | 木管                 | 金管 | 金管 | 弦・打 | 弦・打                         |
| ---- | -------------------- | ---- | ---- | ------ | ------------------------------ |
| Fl.  | 3, Picc.             | Tp.  | 3    | Cb.    |                                |
| Ob.  | 1                    | Hr.  | 4    | Timp.  | ●                              |
| Fg.  | 1                    | Tbn. | 4    | 他     | S.D., B.D., Cym., W.B., Glock. |
| Cl.  | 3, E♭, Bass          | Bar. | ●    | 他     | S.D., B.D., Cym., W.B., Glock. |
| Sax. | Alt. 2 Ten. 1 Bar. 1 | Tub. | ●    | 他     | S.D., B.D., Cym., W.B., Glock. |